# Каселска Ренета
Каселска ренета е холандски сорт ябълки. В България е внесен около 1900 г.
Дървото е умерено растящо, с кълбовидна корона, родовито. Плодовете са средно едри (ср. т. 150 g), изравнени по големина, плоско закръглени, зеленикавожълти, с карминеночервени ивици и ръждавини. Узряват в началото на октомври. Плодовото месо е дребнозърнесто, крехко, жълтеникаво, сочно, сладко, с виненокисел вкус. Плодовете и листата са силно чувствителни на струпясване.